# Luke Kelly
Luke Kelly (Dublin, 17 november 1940 – aldaar, 30 januari 1984) was een Ierse zanger en musicus die vooral bekend werd als lid van The Dubliners. Over zijn geboortemaand bestaat enige twijfel, want zijn geboortebewijs vermeldt december terwijl zijn moeder zegt dat het november was. Voor Luke zelf was er geen twijfel mogelijk. Hierover zei hij: "I have always taken my mother's word for it, for the reason that she was there at the time".

## Levensloop
Kelly groeide op in de havenwijk van Dublin en verliet de school op 13-jarige leeftijd. Tussen zijn zestiende en twintigste woonde hij in Engeland en had toen uitgesproken radicaal-communistische opvattingen. Daarbij had hij allerlei baantjes en werkte hij op het eiland Man in Engeland en in Schotland. In Schotland ontdekte hij de folkclubs, waar zingen en musiceren voor het eerst zijn aandacht trokken. Omdat hij zo'n karakteristieke stem bezat, werd hij vaak gevraagd om in die clubs te zingen.
In 1962 richtte hij samen met Ronnie Drew, Barney McKenna en Ciarán Bourke de groep The Ronnie Drew Group op. De naam werd later gewijzigd in The Dubliners, naar het boek van James Joyce, dat Kelly toentertijd las. Het zou niet lang duren voordat The Dubliners de populairste Ierse folkgroep werden.
In 1964 verliet Kelly de groep twee jaar om aan een solocarrière te werken. In juni 1965 trouwde hij met Deirdre O'Connell maar scheidde in het begin van de jaren '70 van haar en had de laatste 8 jaar van zijn leven een vriendin, Madeleine Seiler. In 1966 keerde Kelly terug bij The Dubliners. Hij zou de groep trouw blijven tot hij op 31 januari 1984 overleed aan de hersentumor die hem al enkele jaren kwelde. Kelly werd begraven op de Glasnevin Cemetery in Dublin. De begrafenis werd bijgewoond door vertegenwoordigers uit alle lagen van de bevolking, onder wie prominenten uit de politiek en de kerk. Ter nagedachtenis werd in Dublin de Polka Bridge omgedoopt tot de Luke Kelly Bridge.
Op 31 januari 2019, 35 jaar na zijn overlijden, onthulde Michael Higgins, de president van Ierland, een standbeeld van Luke Kelly op King Street in Dublin.
- Gemeinsame Normdatei: 121578151
- International Standard Name Identifier: 0000 0001 1666 7553
- Library of Congress Control Number: no2008188037
- MusicBrainz: 2cb7db77-60d1-4ce7-af44-21e5163d01eb
- Virtual International Authority File: 69788443
- WorldCat: E39PBJqk4GxFcFgww7Bbjc7mBP